# Association Sportive de Monaco Football Club 1997-1998
Questa voce raccoglie le informazioni riguardanti l'Association Sportive de Monaco Football Club nelle competizioni ufficiali della stagione 1997-1998.

## Stagione
Il Monaco, qualificato in Champions League come squadra campione di Francia, riuscì a raggiungere per la seconda volta in quattro anni le semifinali della massima competizione europea, dove fu sconfitto dalla Juventus. In campionato i monegaschi, dopo aver lottato nella prima parte del torneo per il primo posto, conclusero al terzo posto a nove punti dalle prime due classificate, il Lens e il Metz, guadagnando l'accesso in Coppa UEFA. In Coppa di Francia il Monaco fu estromesso agli ottavi di finale dal Paris Saint-Germain, mentre in Coppa di Lega l'avventura si concluse già al primo turno contro il Niort.

## Maglie e sponsor
Lo sponsor tecnico della stagione fu adidas, mentre lo sponsor ufficiale fu Canal+.
| Casa |

## Organigramma societario
Area direttiva:
- Presidente: Jean-Louis Campora

Area tecnica:
- Allenatore: Jean Tigana

## Rosa
| N. |                                 | Ruolo | Calciatore           |
| -- | ------------------------------- | ----- | -------------------- |
| 1  | Francia (bandiera)              | P     | Fabien Barthez       |
| 16 | Francia (bandiera)              | P     | Stéphane Porato      |
| 30 | Senegal (bandiera)              | P     | Tony Sylva           |
| 28 | Francia (bandiera)              | D     | Philippe Christanval |
| 29 | Francia (bandiera)              | D     | David Di Tommaso     |
| 4  | Francia (bandiera)              | D     | Martin Djetou        |
| 5  | Francia (bandiera)              | D     | Franck Dumas         |
| 23 | Francia (bandiera)              | D     | Bruno Irles          |
| 21 | Bosnia ed Erzegovina (bandiera) | D     | Mohammed Konjic      |
| 17 | Belgio (bandiera)               | D     | Philippe Léonard     |
| 2  | Francia (bandiera)              | D     | Lilian Martin        |
| 3  | Francia (bandiera)              | D     | Christophe Pignol    |
| 19 | Francia (bandiera)              | D     | Willy Sagnol         |
| 8  | Algeria (bandiera)              | C     | Ali Benarbia         |
| 32 | Francia (bandiera)              | C     | Uliano Courville     |

| N. |                         | Ruolo | Calciatore          |
| -- | ----------------------- | ----- | ------------------- |
| 11 | Francia (bandiera)      | C     | Stéphane Carnot     |
| 7  | Scozia (bandiera)       | C     | John Collins        |
| 18 | Portogallo (bandiera)   | C     | Costinha            |
| 25 | Senegal (bandiera)      | C     | Salif Diao          |
| 6  | Senegal (bandiera)      | C     | Djibril Diawara     |
| 31 | Francia (bandiera)      | C     | Ludovic Giuly       |
| 14 | Francia (bandiera)      | C     | Fabien Lefèvre      |
| 15 | Francia (bandiera)      | C     | Sylvain Legwinski   |
| 12 | Francia (bandiera)      | A     | Thierry Henry       |
| 24 | Nigeria (bandiera)      | A     | Victor Ikpeba       |
| 20 | RD del Congo (bandiera) | A     | Ali Maboula Lukunku |
| 10 | Ciad (bandiera)         | A     | Japhet N'Doram      |
| 26 | Senegal (bandiera)      | A     | Moussa N'Diaye      |
| 22 | Croazia (bandiera)      | A     | Robert Špehar       |
| 9  | Francia (bandiera)      | A     | David Trezeguet     |

## Statistiche

### Statistiche di squadra
| Competizione     | Punti | Totale | Totale | Totale | Totale | Totale | Totale | DR  |
| Competizione     | Punti | G      | V      | N      | P      | Gf     | Gs     | DR  |
| ---------------- | ----- | ------ | ------ | ------ | ------ | ------ | ------ | --- |
| Division 1       | 59    | 34     | 18     | 5      | 11     | 51     | 33     | +18 |
| Coppa di Francia | -     | 4      | 3      | 0      | 1      | 5      | 2      | +3  |
| Coppa di Lega    | -     | 1      | 0      | 1      | 0      | 1      | 1      | 0   |
| Champions League | -     | 10     | 5      | 3      | 2      | 22     | 13     | +9  |
| Totale           |       | 49     | 26     | 9      | 14     | 79     | -65    |     |